# Pro Evolution Soccer
Pro Evolution Soccer je název série počítačových her od softwarové společnosti Konami, která si dala za cíl vytvořit co nejvěrnější simulaci fotbalu. Na rozdíl od konkurenční série FIFA od společnosti EA Sports, která se soustředí spíše na arkádové pojetí fotbalu a jeho přitažlivou grafickou prezentaci, se série PES soustředí na co nejvěrnější přenesení všech fotbalových reálií do virtuálního světa.
První fotbalový titul od Konami nesl název International Superstars Soccer (ISS). Po něm následovaly tituly ISS 98, ISS 1, ISS 2. Na tuto sérii navázala Pro Evolution Soccer. První dva díly byly vytvořeny pro konzole PlayStation 1 a 2. Počínaje 3. dílem začala série vycházet i na Windows. Poslední díl s typickým jménem, Pro Evolution Soccer 2019, vyšel 30. srpna 2018. Díl pro rok 2020, jenž vyšel 10. září 2019 pro PlayStation 4, Xbox Series X/S a Windows, se již jmenoval eFootball Pro Evolution Soccer 2020: přidání eFootball do názvu pak mělo zdůraznit jeho esportové možnosti.